# Puchar Turcji w piłce siatkowej kobiet
Puchar Turcji w piłce siatkowej kobiet – cykliczne krajowe rozgrywki sportowe, organizowane corocznie od 1994 r. przez Turecki Związek Piłki Siatkowej (Türkiye Voleybol Federasyonu) dla tureckich żeńskich klubów siatkarskich.

## Triumfatorzy
| Sezon     | Miejsce finału                                                         | Zdobywca pucharu                                                       | Finalista                                                              | Wynik finału                                                                    |
| --------- | ---------------------------------------------------------------------- | ---------------------------------------------------------------------- | ---------------------------------------------------------------------- | ------------------------------------------------------------------------------- |
| 1994/1995 |                                                                        | VakıfBank Ankara                                                       | Beşiktaş JK                                                            | 3:0 (15:9, 15:8, 15:12) 3:1 (15:4, 15:7, 9:15, 15:13)                           |
| 1995/1996 |                                                                        | Emlakbank Ankara                                                       | Beşiktaş JK                                                            | 3:0 (15:9, 15:3, 15:1) 3:1 (15:6, 15:9, 13:15, 15:10)                           |
| 1996/1997 |                                                                        | VakıfBank Ankara                                                       | Beşiktaş JK                                                            | brak jednego meczu                                                              |
| 1997/1998 |                                                                        | VakıfBank Ankara                                                       | Eczacıbaşı Stambuł                                                     | 3:2 (9:15, 15:13, 12:15, 15:10, 15:8)                                           |
| 1998/1999 |                                                                        | Eczacıbaşı Stambuł                                                     | Enka Spor Kulübü                                                       | 3:0 (25:11, 25:12, 25:15)                                                       |
| 1999/2000 |                                                                        | Eczacıbaşı Stambuł                                                     | VakıfBank Güneş Sigorta                                                | 3:0 (25:18, 25:14, 25:15)                                                       |
| 2000/2001 |                                                                        | Eczacıbaşı Stambuł                                                     | VakıfBank Güneş Sigorta                                                | 3:1 (20:25, 25:19, 25:20, 25:21)                                                |
| 2001/2002 |                                                                        | Eczacıbaşı Stambuł                                                     | Yeşilyurt Stambuł                                                      | 3:0 (25:23, 25:15, 25:12)                                                       |
| 2002/2003 |                                                                        | Eczacıbaşı Stambuł                                                     | Türk Telekom Ankara                                                    | 3:0 (25:16, 25:19, 25:22)                                                       |
| 2003-2008 | Nie był rozgrywany                                                     | Nie był rozgrywany                                                     | Nie był rozgrywany                                                     | Nie był rozgrywany                                                              |
| 2008/2009 | Stambuł                                                                | Eczacıbaşı Stambuł                                                     | Fenerbahçe SK                                                          | 3:1 (25:20, 25:17, 22:25, 25:21) 3:2 (22:25, 20:25, 25:23, 25:23, 15:10)        |
| 2009/2010 | Stambuł                                                                | Fenerbahçe SK                                                          | VGS Türk Telekom Stambuł                                               | 3:2 (18:25, 16:25, 25:23, 25:23, 15:13) 3:2 (25:18, 25:17, 14:25, 24:26, 15:12) |
| 2010/2011 | Izmir                                                                  | Eczacıbaşı Stambuł                                                     | Nilüfer Belediyespor                                                   | 3:0 (25:23, 25:14, 25:15)                                                       |
| 2011/2012 | Stambuł                                                                | Eczacıbaşı Stambuł                                                     | Galatasaray SK                                                         | 3:0 (25:21, 25:18, 25:19)                                                       |
| 2012/2013 | Ankara                                                                 | VakıfBank SK                                                           | Eczacıbaşı Stambuł                                                     | brak jednego meczu                                                              |
| 2013/2014 | Ankara                                                                 | VakıfBank SK                                                           | Fenerbahçe SK                                                          | brak jednego meczu                                                              |
| 2014/2015 | Ankara                                                                 | Fenerbahçe SK                                                          | VakıfBank SK                                                           | 3:2 (25:18, 23:25, 23:25, 25:14, 15:9)                                          |
| 2015/2016 | Nie był rozgrywany                                                     | Nie był rozgrywany                                                     | Nie był rozgrywany                                                     | Nie był rozgrywany                                                              |
| 2016/2017 | Ankara                                                                 | Fenerbahçe SK                                                          | VakıfBank SK                                                           | 3:0 (25:22, 25:15, 25:19)                                                       |
| 2017/2018 | Ankara                                                                 | VakıfBank SK                                                           | Eczacıbaşı Stambuł                                                     | 3:0 (25:22, 25:18, 32:30)                                                       |
| 2018/2019 | Izmir                                                                  | Eczacıbaşı Stambuł                                                     | Fenerbahçe SK                                                          | 3:1 (23:25, 25:17, 25:22, 25:20)                                                |
| 2019/2020 | Z powodu pandemii COVID-19 rozgrywki zostały przerwane i niedokończone | Z powodu pandemii COVID-19 rozgrywki zostały przerwane i niedokończone | Z powodu pandemii COVID-19 rozgrywki zostały przerwane i niedokończone | Z powodu pandemii COVID-19 rozgrywki zostały przerwane i niedokończone          |
| 2020/2021 | Stambuł                                                                | VakıfBank SK                                                           | Eczacıbaşı Stambuł                                                     | 3:0 (25:18, 25:19, 25:22)                                                       |
| 2021/2022 | Ankara                                                                 | VakıfBank SK                                                           | Fenerbahçe SK                                                          | 3:2 (21:25, 25:21, 25:13, 27:29, 17:15)                                         |
| 2022/2023 | Izmir                                                                  | VakıfBank SK                                                           | Fenerbahçe SK                                                          | 3:0 (25:15, 25:23, 29:27)                                                       |
| 2023/2024 | Ankara                                                                 | Fenerbahçe SK                                                          | Eczacıbaşı Stambuł                                                     | 3:1 (25:23, 16:25, 25:17, 25:20)                                                |
| 2024/2025 | Izmir                                                                  | Fenerbahçe SK                                                          | Eczacıbaşı Stambuł                                                     | 3:0 (26:24, 25:22, 28:26)                                                       |

## Bilans klubów
| Lp. | Klub                 | złoto | srebro |
| --- | -------------------- | ----- | ------ |
| 1.  | VakıfBank SK         | 9     | 5      |
| 2.  | Eczacıbaşı Stambuł   | 9     | 6      |
| 3.  | Fenerbahçe SK        | 5     | 5      |
| 4.  | Emlakbank Ankara     | 1     | 0      |
| 5.  | Beşiktaş JK          | 0     | 3      |
| 6.  | Enka Spor Kulübü     | 0     | 1      |
| 7.  | Yeşilyurt Stambuł    | 0     | 1      |
| 8.  | Türk Telekom Ankara  | 0     | 1      |
| 9.  | Nilüfer Belediyespor | 0     | 1      |
| 10. | Galatasaray SK       | 0     | 1      |